# کارولین در بردغون
Caroline in the City یک کمدی کمدی تلویزیونی آمریکایی است که با کارگردانی از سال 1995 تا 1999 در شبکه تلویزیونی NBC پخش شد. لی تامپسون در نقش کاریکاتوریست کارولین دافی که در منهتن زندگی می کند، بازی می کند. این سریال در 21 سپتامبر 1995 در بلوک پنج شنبه شب "حتما باید دید تلویزیون" بین سینفلد و ای آر . این برنامه در 97 قسمت در چهار فصل اجرا شد تا اینکه لغو شد. قسمت آخر که در یک cliffhanger به پایان رسید و هرگز حل نشد، در 26 آوریل 1999 پخش شد.
به علت پرداخت نکردن حقوق شرکت اس ام بی
حقوق این سریال در حال حاضر در اختیار توزیع تلویزیونی CBS  است.